# Thiruvenkatachari Parthasarathy
 (décembre 2023).
Si vous disposez d'ouvrages ou d'articles de référence ou si vous connaissez des sites web de qualité traitant du thème abordé ici, merci de compléter l'article en donnant les références utiles à sa vérifiabilité et en les liant à la section « Notes et références ».
Thiruvenkatachari Parthasarathy, né le 1er mars 1941, à Chennai (Madras), Tamil Nadu et mort le 22 septembre 2023, est un mathématicien et théoricien des jeux indien.

## Carrière et travaux
Il est le co-auteur d'un livre sur la théorie des jeux avec T.E.S. Raghavan, et de deux monographies, l'une sur l'optimisation et l'autre sur la théorie de l'univalence, publiés par Springer-Verlag. Il est un ancien président de la Société Mathématique Indienne.
Il a obtenu ses diplômes B. Sc, M. Sc à l'université de Madras. Il a travaillé sur Minimax Theorems and Product Solutions sous la direction de Calyampudi Radhakrishna Rao et a obtenu son doctorat en 1967 à l'Institut indien de statistiques à Kolkata.
Il est l'auteur du théorème de Parthasarathy.

## Prix et distinctions
Parthasarathy reçoit le Prix Shanti Swaroop Bhatnagar des Sciences Mathématiques (1986). Il a été élu Fellow de l' Académie indienne des sciences (1988) et de l'Indian National Science Academy (INSA) (en) (1995).
Il a conseillé environ dix étudiants de doctorat au cours de sa carrière à l'Université de l'Illinois, de l'Institut indien de statistiques et du Chennai Mathematical Institute (en).